# Zasłonak liliowobrązowy
Zasłonak liliowobrązowy (Cortinarius simulatus P.D. Orton) – gatunek grzybów należący do rodziny zasłonakowatych (Cortinariaceae).

## Systematyka i nazewnictwo
Pozycja w klasyfikacji według Index Fungorum: Cortinarius, Cortinariaceae, Agaricales, Agaricomycetidae, Agaricomycetes, Agaricomycotina, Basidiomycota, Fungi.
Po raz pierwszy opisał go w 1958 r. Peter Darbishire Orton pod brzozami w Anglii. Andrzej Nespiak w 1975 r. nadał mu polską nazwę zasłonak niepewny, Władysław Wojewoda w 2003 r. zarekomendował nazwę zasłonak liliowobrązowy.

## Występowanie i siedlisko
Podano stanowiska w Europie, Ameryce Północnej i Azji. W Polsce W. Wojewoda w 2003 r. przytoczył dwa stanowiska
Naziemny grzyb mykoryzowy występujący wśród mchów w różnego typu lasach pod brzozami, bukami i sosnami.